# Rozenrevolutie
De Rozenrevolutie (Georgisch: ვარდების რევოლუცია, vardebis revolucia) van Georgië vond plaats in november 2003, waarbij president Edoeard Sjevardnadze onder druk van oppositieleiders aftrad.
De revolutie was het gevolg van frauduleus verlopen parlementsverkiezingen eerder die maand. Niet alleen de oppositie beschuldigde de autoriteiten van fraude, dit bleek ook uit de parallelle telling door duizenden burgerwaarnemers, en de observaties van honderden verkiezingswaarnemers van de OVSE. De oppositie organiseerde massale protesten in de hoofdstad Tbilisi, onder leiding van Micheil Saakasjvili, Zoerab Zjvania en Nino Boerdzjanadze. 
Tijdens de openingssessie van het nieuwe parlement op 22 november 2003 drong Saakasjvili met een roos in de hand de plenaire zaal van het parlement in, waarna president Sjevardnadze afgevoerd werd. Een dag later trad Sjevardnadze af, nadat hij gesprekken had gevoerd met de Russische minister van buitenlandse zaken Igor Ivanov en met de oppositieleiders.
Parlementsvoorzitter Nino Boerdzjanadze werd waarnemend president, zoals dit in de Georgische grondwet bepaald is. Het verkiezingsresultaat werd deels geannuleerd, waarna het voorgaande parlement in zitting bleef. Er werden presidentsverkiezingen uitgeschreven voor 4 januari 2004. Op 25 januari 2004 werd Saakasjvili ingehuldigd als president, en op 28 maart 2004 vonden nieuwe parlementsverkiezingen plaats.